# Stefan Jacoby
Stefan Jacoby, född 10 april 1958 i Hannover, är en tysk företagsledare. 

## Biografi

### Utbildning
Jacoby är löjtnant i reserven och har även tjänstgjort som stridsvagnschef. Han tog en företagsekonomisk examen vid Kölns universitet.

### Karriär
Jacoby började på Volkswagen 1985 och avancerade till allt högre poster. Från oktober 2001 till februari 2004 var han chef för Mitsubishi Motors Europe, men återvände sedan till Volkswagen. År 2007 blev han chef för Volkswagen America.
I augusti 2010 utsågs Jacoby till verkställande direktör för Volvo Personvagnar. I september 2012 drabbades Jacoby av en stroke och sades upp kort tid efteråt.
2013 anställdes Stefan Jacoby av General Motors, som vice chef för GM:s verksamhet i Europa, Afrika och Asien.

### Familj
Jacoby är gift med Roberta Jacoby och  har tre barn, varav två från ett tidigare äktenskap.